# بول هيرو
بول هيرو (بالفرنسية: Paul Héroult)‏ ‏ (10 أبريل 1863 -9 مايو 1914) عالم فرنسي اخترع طريقة استخراج الألمنيوم بواسطة  التحليل الكهربائي وطور أول فرن كهربائي  ناجح للقوس الكهربائي.